# Dream River
Dream River è il quindicesimo album discografico in studio del cantautore statunitense Bill Callahan, pubblicato nel 2013.

## Tracce
1. The Sing – 4:32
2. Javelin Unlanding – 3:48
3. Small Plane – 3:57
4. Spring – 5:10
5. Ride My Arrow – 5:03
6. Summer Painter – 6:30
7. Seagull – 5:39
8. Winter Road – 5:30